# دانيال لورانس
دانيال لورانس (12 يوليو 1997 في المملكة المتحدة - ) (بالإنجليزية: Daniel Lawrence)‏ هو لاعب كريكت بريطاني. لعب مع نادي مقاطعة ساسكس للكريكت ‏.

## وصلات خارجية
- دانيال لورانس على موقع إي آس بي آن كريك إنفو (الإنجليزية)